# Aero Boero AB-95
El Aero Boero AB-95  es un pequeño avión argentino de utilidad civil que voló por primera vez el 12 de marzo de 1959. Fue construido por Aero Boero SA en Córdoba. El AB-95 es un monoplano convencional de ala alta construido con estructura metálica cubierta de tela. Tiene tren de aterrizaje fijo.

## Especificaciones
La aeronave posee las siguientes especificaciones:

### Características generales
- Tripulación: 1 (Piloto)
- Capacidad: 2 pasajeros.
- Longitud: 6,90 m (22 pies 8 pulgadas)
- Envergadura: 10,42 m (34 pies 2 pulgadas)
- Altura: 2,10 m (6 pies 11 pulgadas)
- Área del ala: 16,36 m 2 (176,1 pies cuadrados)
- Relación de aspecto: 6.5: 1
- Perfil aerodinámico: NACA 23012
- Peso en vacío: 422 kg (930 lb)
- Peso máximo de despegue: 700 kg (1,543 lb)
- Capacidad de combustible: 110 L (29 US gal; 24 imp gal)
- Motor : 1 × Continental C90 -8F, motor de 4 cilindros opuesto horizontalmente refrigerado por aire, 71 kW (95 hp)
- Hélices: hélice de metal de paso fijo Sensenich de 2 palas, 1,88 m (6 pies 2 pulgadas) de diámetro.

### Performance
- Velocidad máxima: 205 km / h (127 mph, 111 kn)
- Velocidad de crucero: 160 km / h (99 mph, 86 kn) (crucero económico)
- Velocidad de pérdida: 48 km / h (30 mph, 26 kn) con flaps extendidos
- Alcance: 960 km (600 mi, 520 nmi)
- Techo de servicio: 5.200 m (17.100 pies)
- Régimen de ascenso: 5.1 m / s (1,000 pies / min)
- Distancia de despegue a 15 m (50 pies): 150 m (490 pies)
- Distancia de aterrizaje desde 15 m (50 pies): 150 m (490 pies)